# Avola (gemeente)
Avola (Siciliaans: Àvula) is een gemeente in de Italiaanse provincie Syracuse (regio Sicilië) en telt 31.650 inwoners (31-12-2004). De oppervlakte bedraagt 74,3 km², de bevolkingsdichtheid is 426 inwoners per km².
De volgende frazioni maken deel uit van de gemeente: Capo Negro, Chiusa Cavalli, Chiusa di Carlo, Cicerata, Cicirata Inizio, Falaride, Gallina, Montagna, Piccio.

## Demografie
Avola telt ongeveer 10552 huishoudens. Het aantal inwoners daalde in de periode 1991-2001 met 0,1% volgens cijfers uit de tienjaarlijkse volkstellingen van ISTAT.
| Jaar | Inwoneraantal |
| ---- | ------------- |
| 1991 | 31.322        |
| 2001 | 31.289        |

## Geografie
De gemeente ligt op ongeveer 40 m boven zeeniveau.
Avola grenst aan de volgende gemeenten: Noto, Siracusa.

## Geboren
- Corrado Bonfanti Linares (1866-1934), politiefunctionaris
- Francesco Giangreco (1891-1980), generaal
- Paolo Tiralongo (1977), wielrenner
- Giampaolo Caruso (1980), wielrenner
- Salvatore Caruso (1982), tennisser
- Luigi Busà (1987), karateka

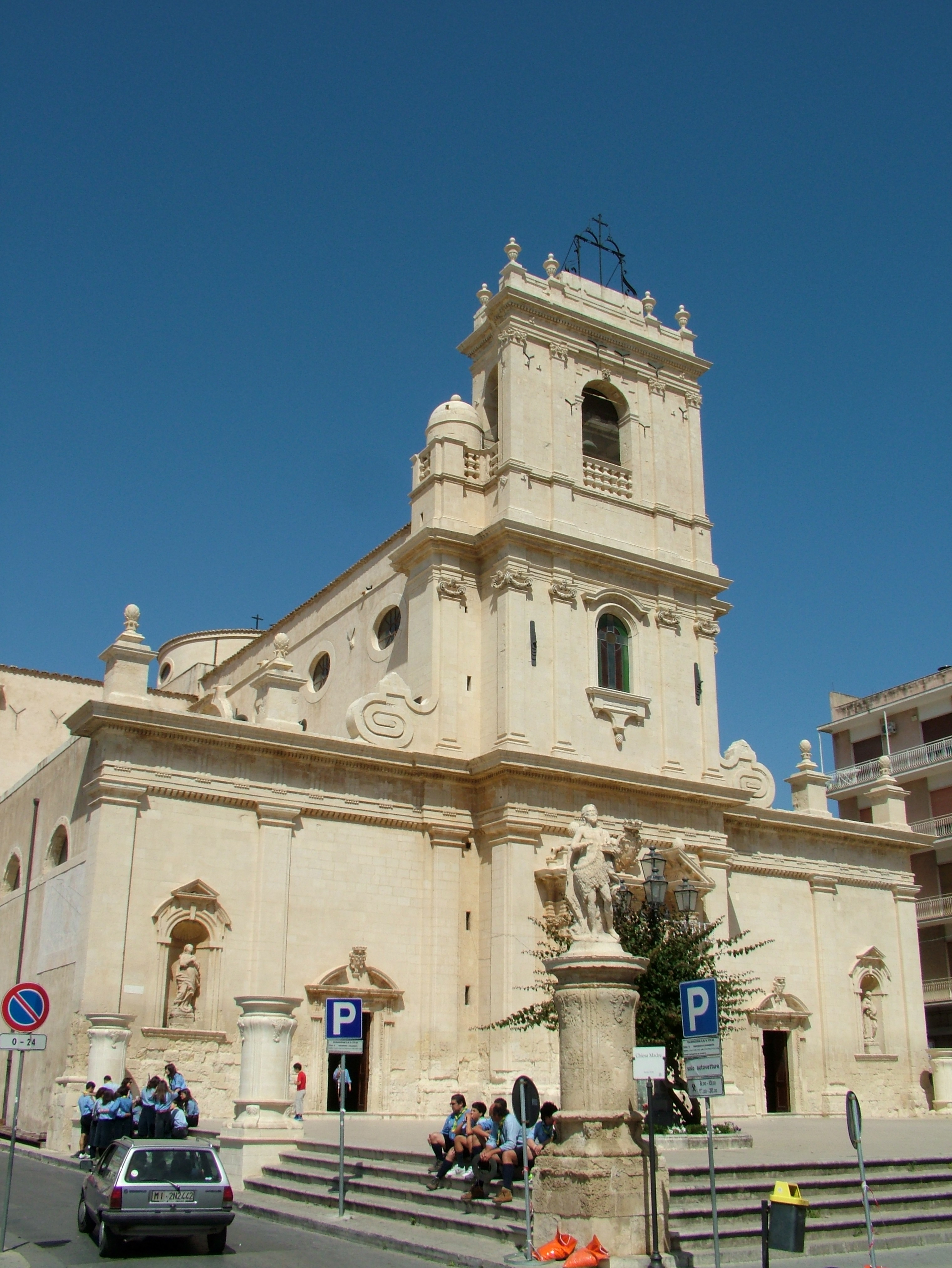
Chiesa Madre
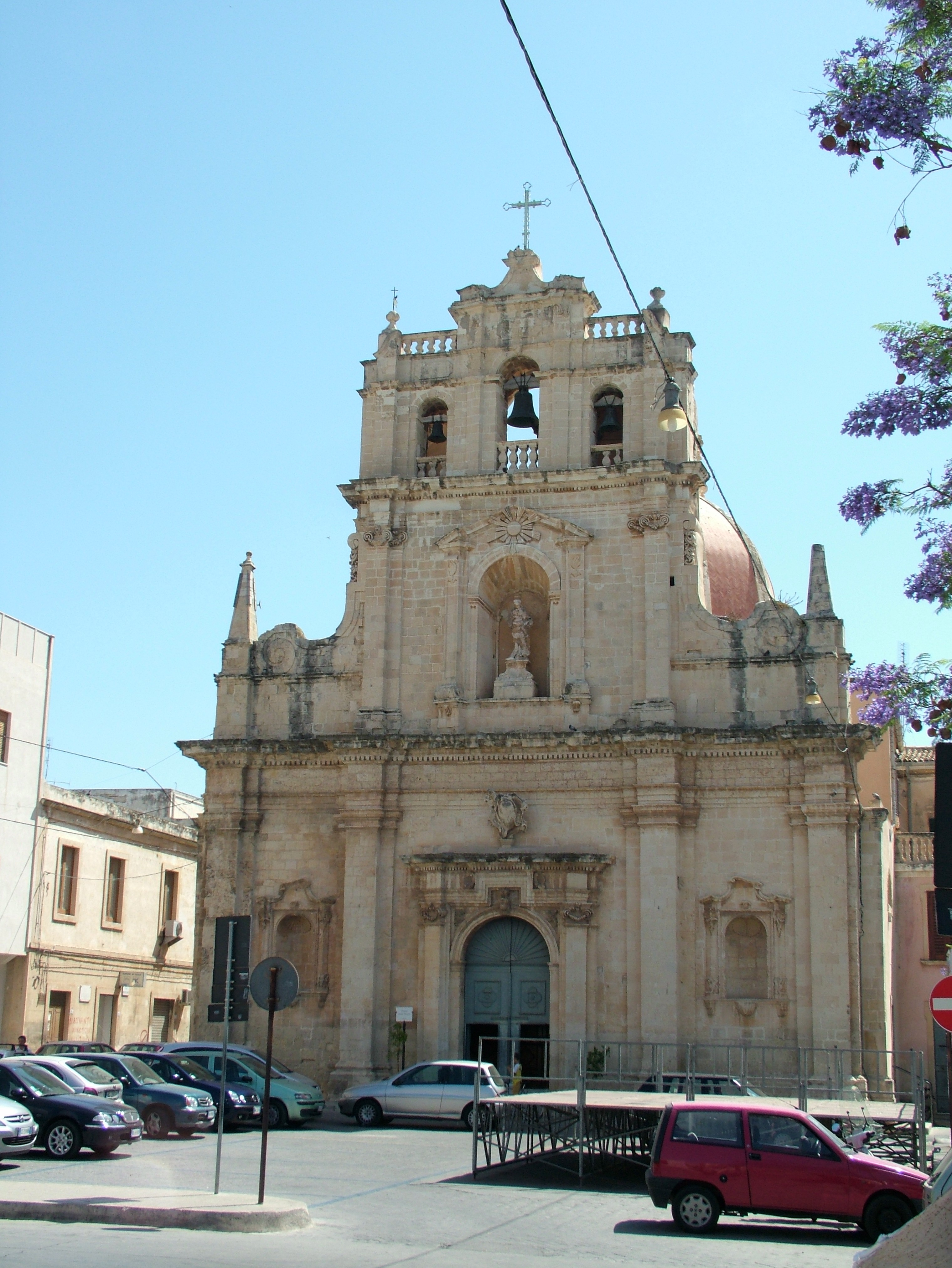
Chiesa di Santa Venera